# أدريانا موريل
أدريانا موريل (بالإسبانية: Adriana Muriel)‏ هي دراجة كولومبية، ولدت في 4 يناير 1964 في إدارة أنتيوكيا في كولومبيا.

## وصلات خارجية
- أدريانا موريل على موقع أرشيف الدراجات (الإنجليزية)
- أدريانا موريل على موقع إحصائيات الدراجات الإحترافية (الإنجليزية)